# Метрополітен Затоки Сан-Франциско
Метрополітен Затоки Сан-Франциско (англ. Bay Area Rapid Transit) — система ліній метрополітену (англ. rapid transit) на території Метрополії затоки Сан-Франциско, Каліфорнія, США. Метрополітен відкрився 11 вересня 1972 року.

## Історія
Будівництво розпочалося 19 червня 1964 року. Початкова ділянка від «MacArthur» до «Fremont» складалася з 12 станцій та 44,8 км. Тунель під затокою Сан-Франциско відкрився 16 вересня 1974 року.
На початок 2018 року в системі BART 5 ліній, 46 станцій (16 підземних), та близько 167 км. Також до системи зараховують автоматизовану лінію в аеропорт.

## Особливості
Завдяки великій відстані між станціями, в системі BART найбільша максимальна швидкість руху потягів, яка досягає 130 км/г. Також в системі нетипова для США ширина колії 1676 мм. Така ширина використана задля стійкості вагону при швидкісному русі.
В центрі Сан-Франциско система інтегрована з підземними станціями трамваю, під Маркет-стріт прокладено дворівневий тунель. На верхньому рівні трамваї, на нижньому потяги BART.

## Розвиток
Будується 4 станції, ще 7 плануються.

## Режим роботи
Працює з 4:00 у будні, з 6:00 у суботу та з 8:00 у неділю. Станції на вхід закриваються у 0:00. Вночі за маршрутами метро курсують автобуси.

## Галерея

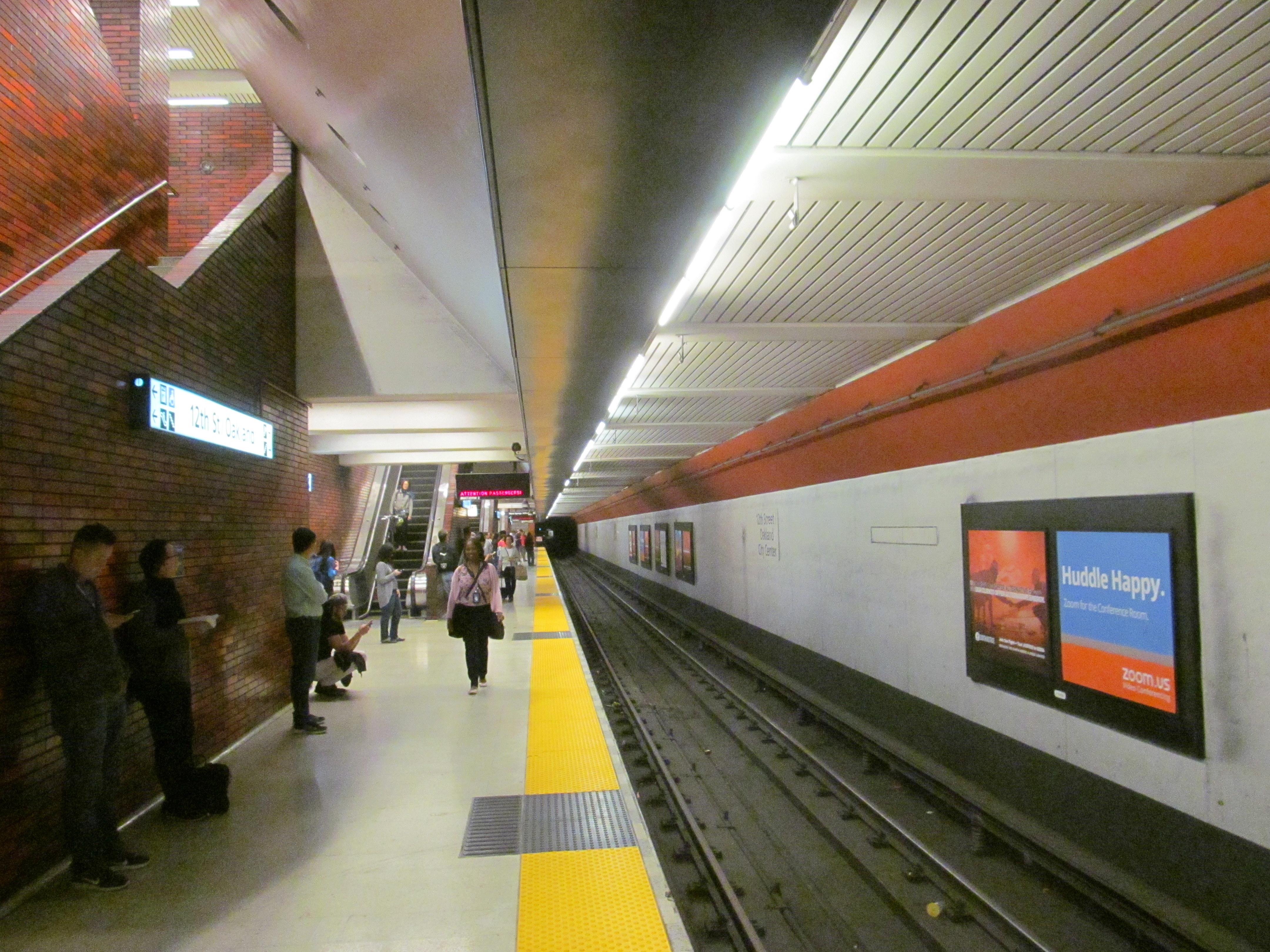
Платформа станції 12th Street - Oakland City Center
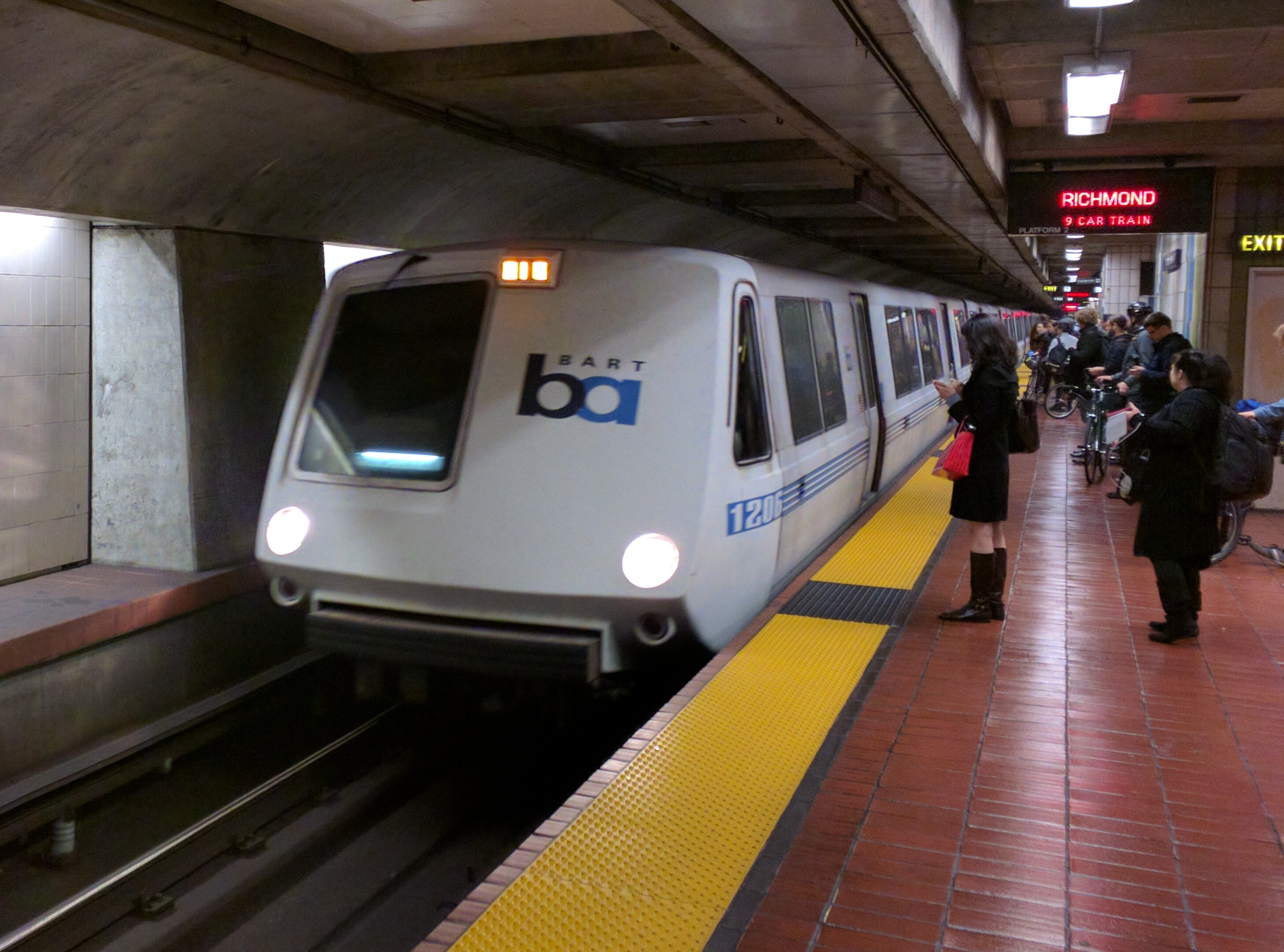
Потяг на станції 16th Street
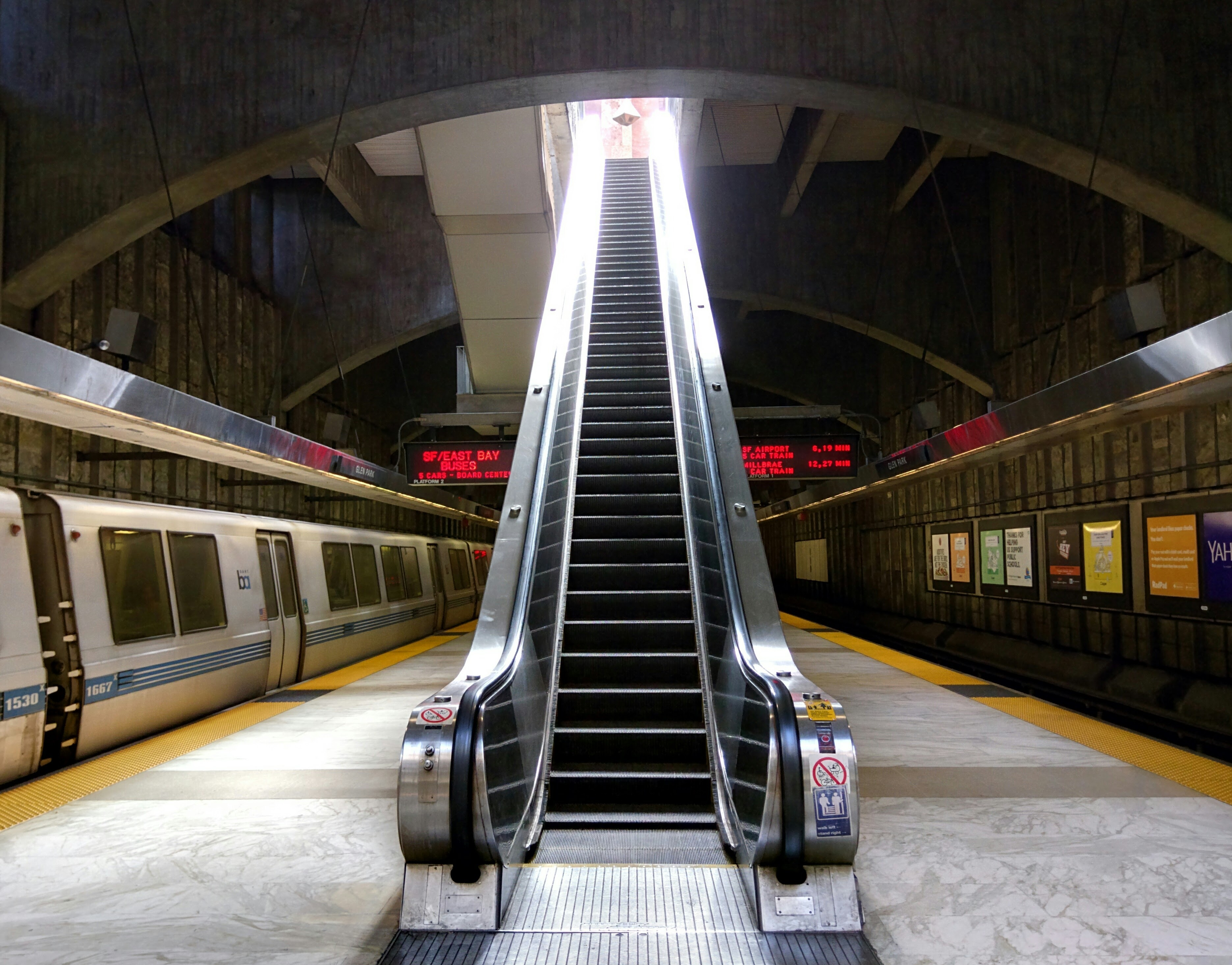
Ескалатор на станції Glen Park
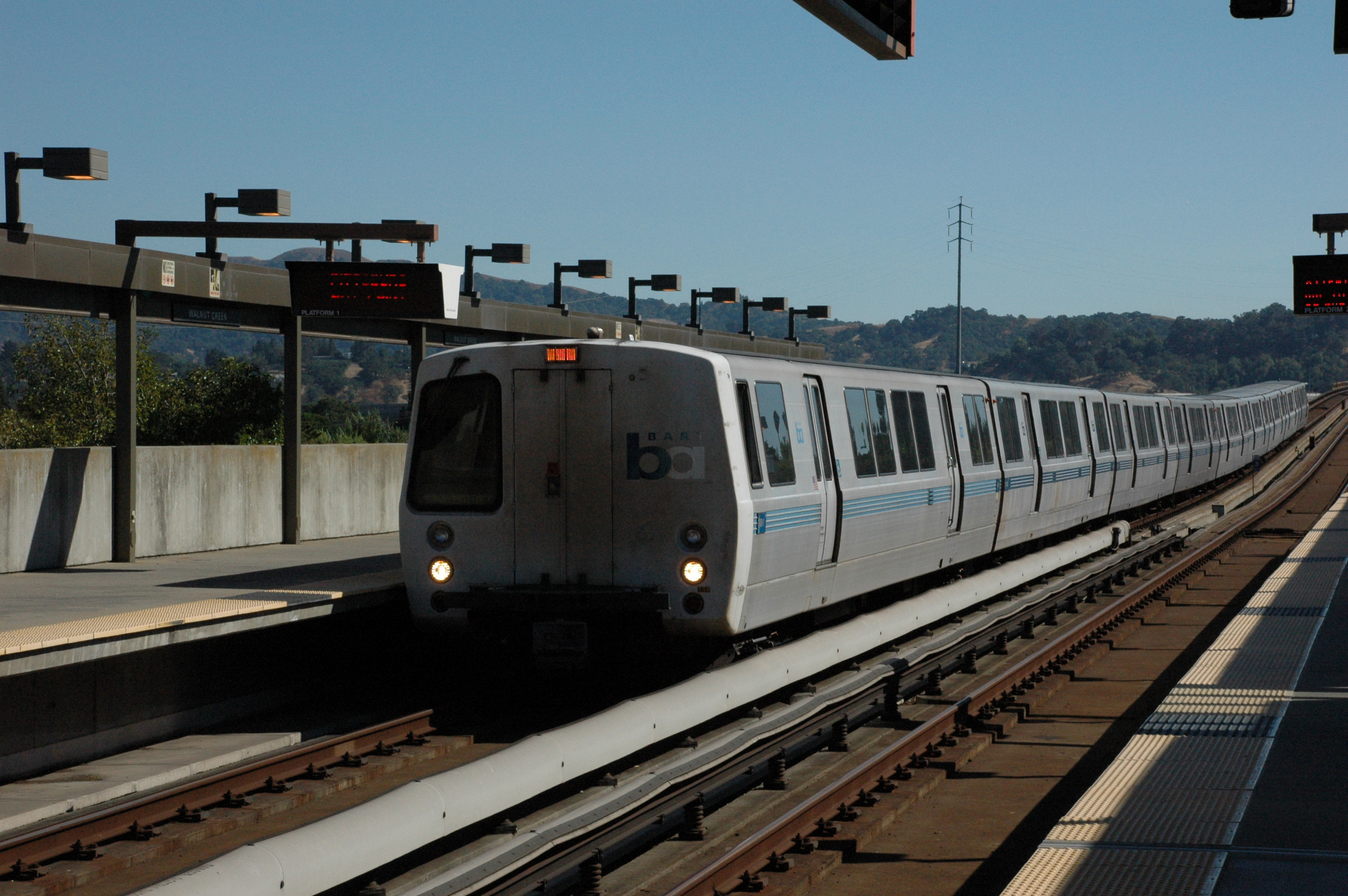
Потяг на станції Walnut Creek
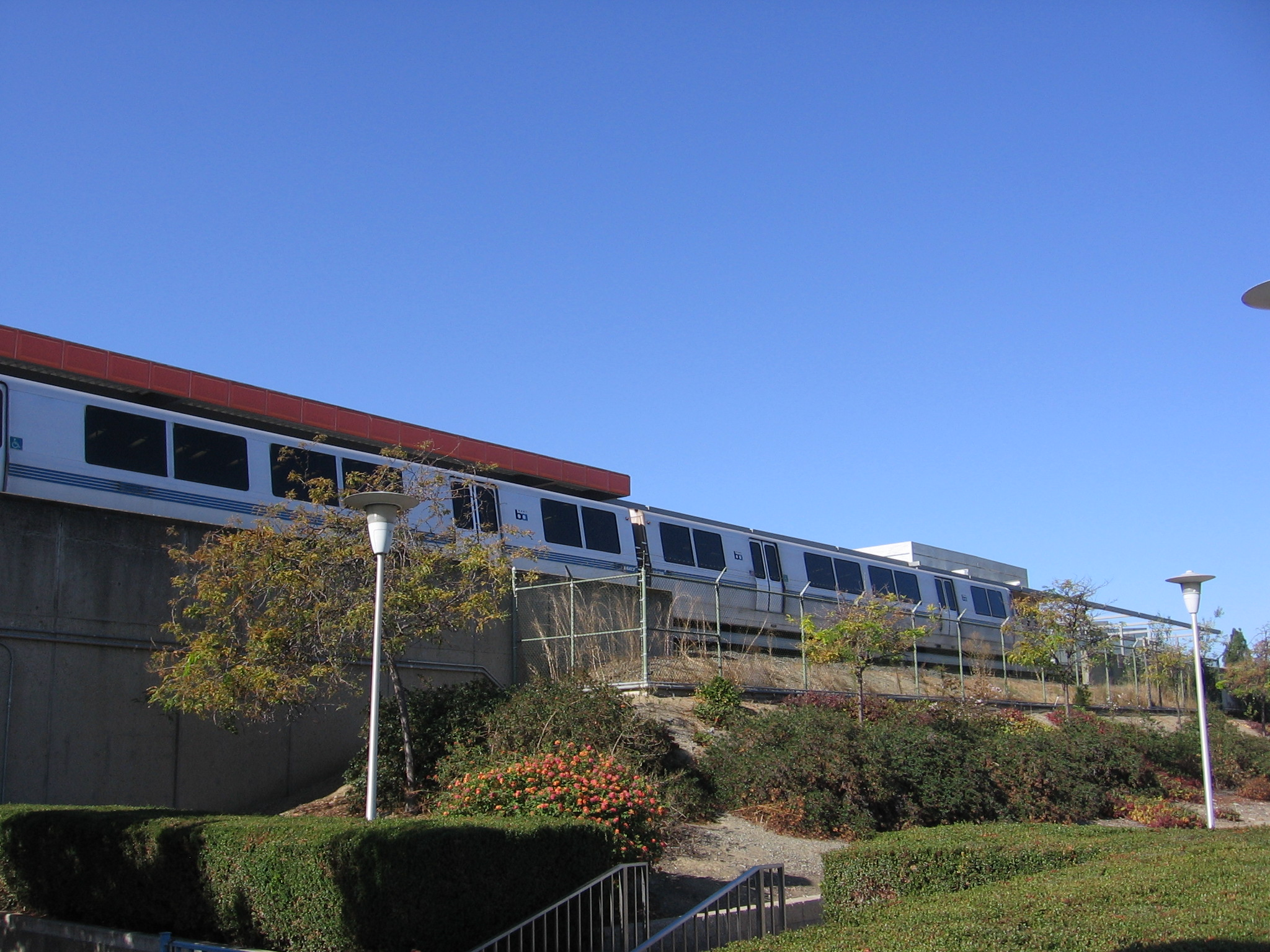
Станція Fremont
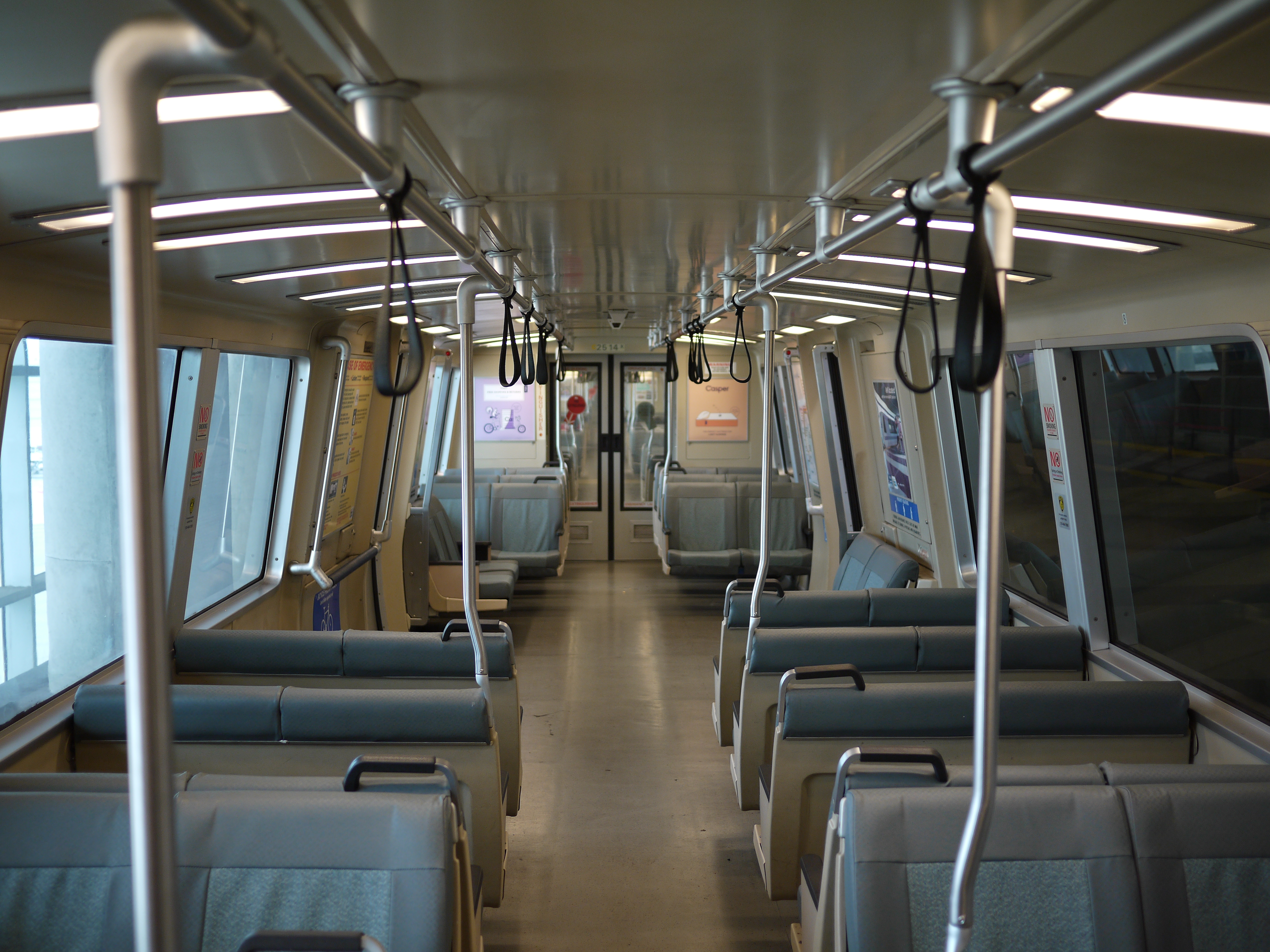
Всередині потягу
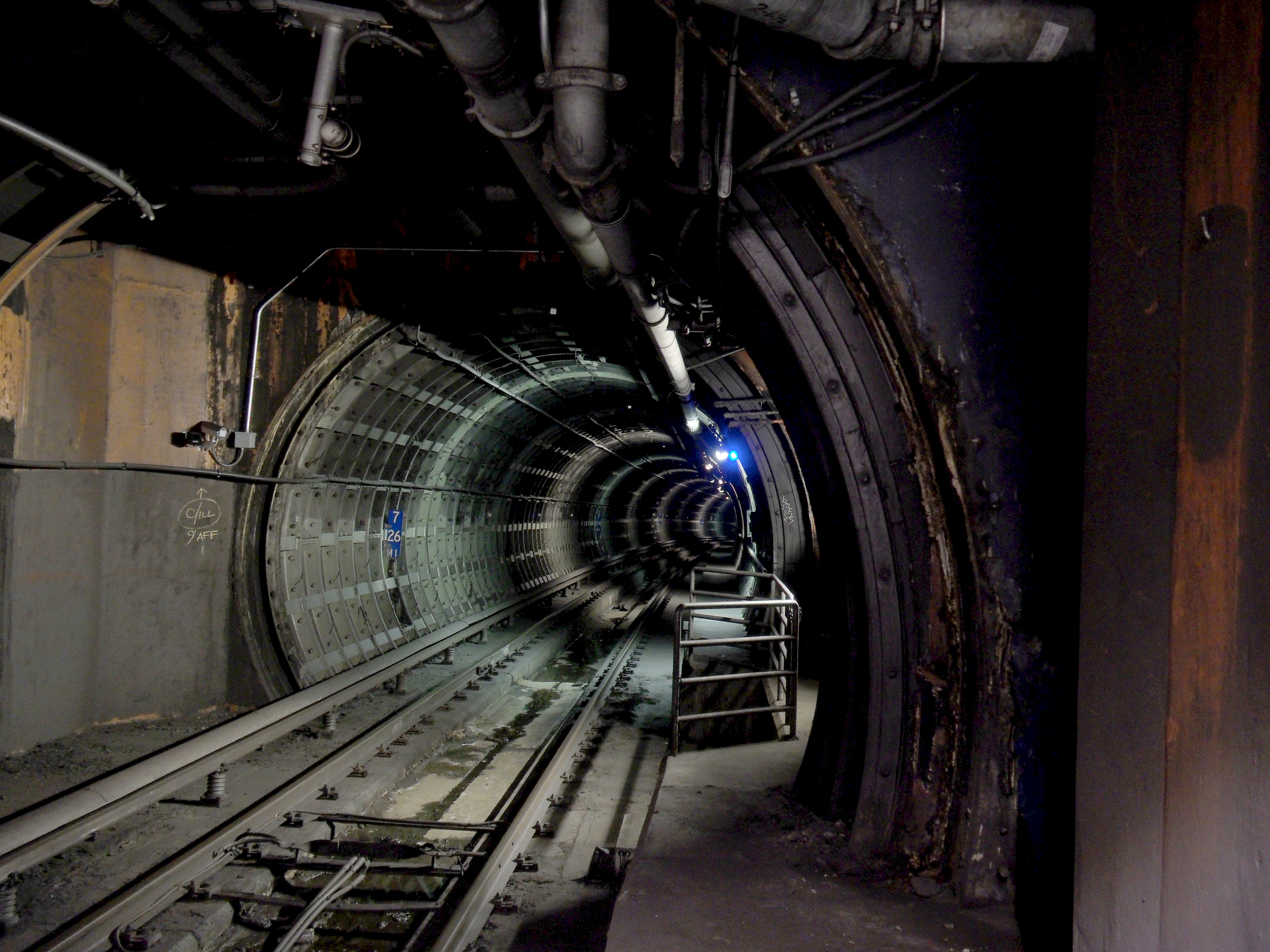
Тунель під затокою
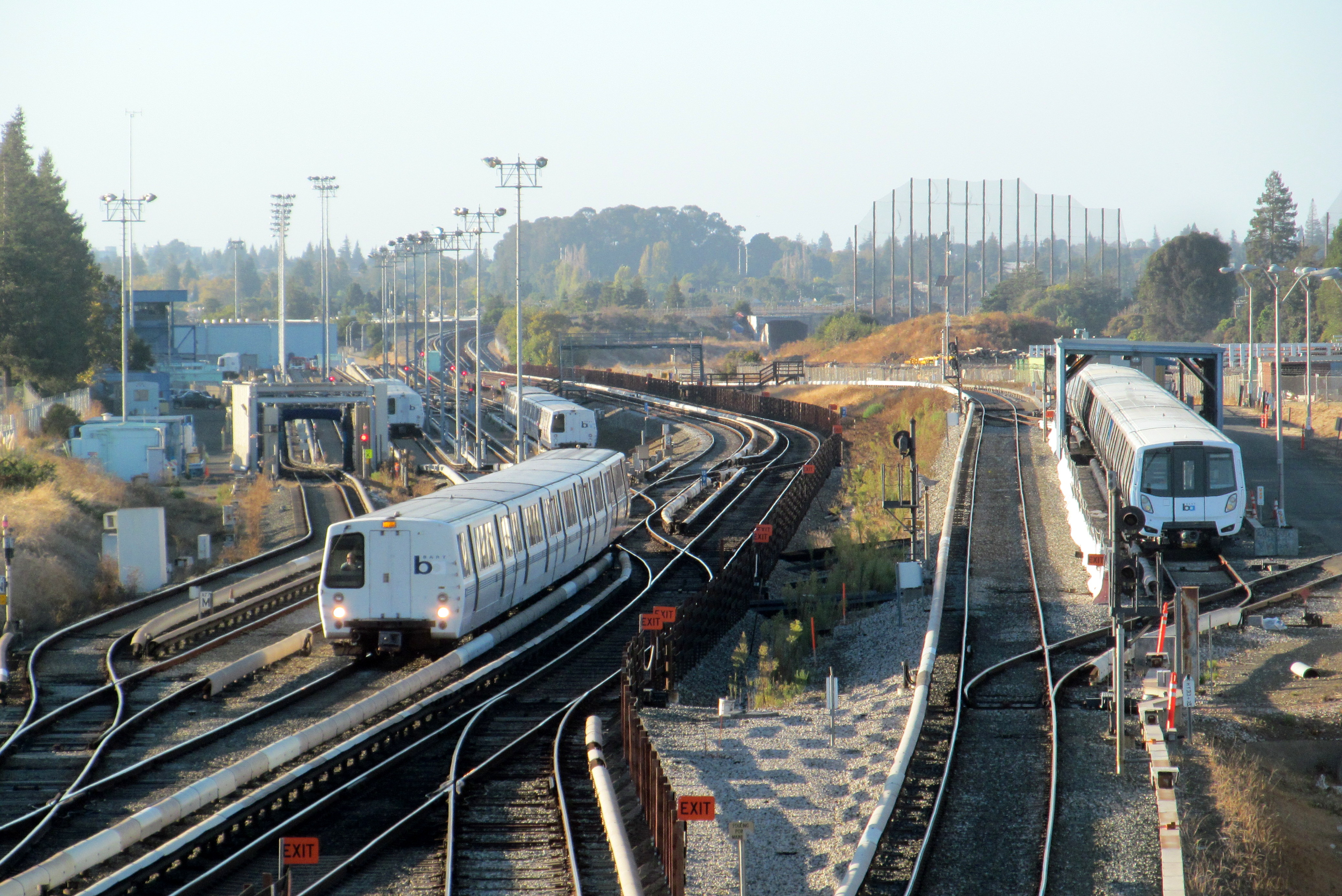
Старий та новий потяги в депо